# Pawnee City
Pawnee City is een plaats (city) in de Amerikaanse staat Nebraska, en valt bestuurlijk gezien onder Pawnee County.

## Demografie
Bij de volkstelling in 2000 werd het aantal inwoners vastgesteld op 1033.
In 2006 is het aantal inwoners door het United States Census Bureau geschat op 922, een daling van 111 (-10,7%).

## Geografie
Volgens het United States Census Bureau beslaat de plaats een oppervlakte van
3,0 km², geheel bestaande uit land. Pawnee City ligt op ongeveer 360 m boven zeeniveau.

## Plaatsen in de nabije omgeving
De onderstaande figuur toont nabijgelegen plaatsen in een straal van 20 km rond Pawnee City.